# Wola Miedniewska
Wola Miedniewska (prononciation : [ˈvɔla mjɛdˈɲɛfska]) est un village polonais de la gmina de Wiskitki dans le powiat de Żyrardów de la voïvodie de Mazovie dans le centre-est de la Pologne.
Il se situe à environ 8 kilomètres à l'ouest de Wiskitki (siège de la gmina), 11 kilomètres au nord-ouest de Żyrardów (siège de la Powiat) et à 50 kilomètres à l'ouest de Varsovie (capitale de la Pologne).

## Histoire
De 1975 à 1998, le village appartenait administrativement à la voïvodie de Skierniewice.